# Pierre Vaneck
Pierre Vaneck, geb. Pierre Auguste Van Hecke (Lang Son (Vietnam), 15 april 1931 – Parijs, 31 januari 2010), was een Frans acteur van Belgische afkomst.
Pierre Vaneck was de zoon van een Belgisch militair en groeide op in Antwerpen. Vaneck studeerde eerst geneeskunde, vooraleer hij acteur werd. Snel werd hij een succesvol acteur in theater en speelfilms, waar hij vooral romantische rollen speelde. Hij deed ook mee in verschillende televisieproducties. De acteur kreeg in 1988 een Molière voor beste acteur in een bijrol in Le Secret. Hij overleed in januari 2010 op 78-jarige leeftijd tijdens een hartoperatie.

## Filmografie (speelfilms)
- 1954: Huis clos van Jacqueline Audry
- 1955: Marianne de ma jeunesse van Julien Duvivier
- 1956: Si Paris nous était conté van Sacha Guitry
- 1956: Celui qui doit mourir van Jules Dassin
- 1956: Pardonnez nos offenses van Robert Hossein
- 1958: Thérèse Etienne van Denys de La Patellière
- 1958: La moucharde met Dany Carrel
- 1958: Une balle dans le canon van Charles Gérard en Michel Deville
- 1959: Merci Natercia van Pierre Kast
- 1960: La Morte saison des amours van Pierre Kast
- 1961: Les Amours célèbres van Michel Boisrond
- 1961: Un nommé La Rocca van Jean Becker
- 1963: Vacances portugaises van Pierre Kast
- 1966: Les Iles enchantées / As Ilhas encantadas van Carlos Vilardebo
- 1966: Paris brûle-t-il? van René Clément
- 1968: L'Étrangère van Sergio Gobbi
- 1968: Maldonne van Sergio Gobbi
- 1969: Les Patates van Claude Autant-Lara
- 1971: Le Seuil du vide van Jean-François Davy
- 1971: Biribi van Daniel Moosmann
- 1971: L'Ironie du sort van Edouard Molinaro
- 1980: Le Soleil en face van Pierre Kast
- 1980: La légion saute sur Kolwezi van Raoul Coutard
- 1983: Erendira van Ruy Guerra
- 1991: Vent d'est van Robert Enrico
- 1995: Othello van Oliver Parker
- 1996: La Propriétaire van Ismail Merchant
- 1999: Furia van Alexandre Aja
- 2000: Là-bas, mon pays van Alexandre Arcady
- 2006: La Science des rêves van Michel Gondry
- 2007: Deux jours à tuer van Jean Becker

- Biblioteca Nacional de España: XX4821658
- Bibliothèque nationale de France: cb146536919 (data)
- Gemeinsame Normdatei: 1061643883
- International Standard Name Identifier: 0000 0000 8186 6551
- Library of Congress Control Number: nr98011971
- MusicBrainz: 9511e04d-6b13-4a6b-a228-5a11661d62d7
- Nationale Bibliotheek van Israël: 987007415039005171
- Nederlandse Thesaurus van Auteursnamen: 069963207
- SNAC: w6jm2h6n
- Système universitaire de documentation: 069791139
- Virtual International Authority File: 117507459
- WorldCat: E39PBJhMkWKBQrmYrb6qXFVXBP